# Caesia chlorantha
Caesia chlorantha là một loài thực vật có hoa trong họ Thích diệp thụ. Loài này được F.Muell. miêu tả khoa học đầu tiên năm 1858.